# Turkooisparkiet
De turkooisparkiet of turquoisineparkiet (Neophema pulchella) is een vogel uit de familie Psittaculidae (papegaaien van de Oude Wereld). Het is een endemische vogelsoort uit
Australië.

## Kenmerken
De vogel is gemiddeld 20 cm lang en weegt 37 tot 44 gram. De vogel is van boven overheersend groen van kleur. Ook de staart is van boven groen. Van de keel tot op de buik en de onderstaartdekveren is het mannetje geel, met op de buik een zweem van oranje. De kop is blauw gekleurd en dit blauw gaat naar achter geleidelijk over in het groen. Het mannetje heeft kastanjebruine vlekken op vleugels, die verder turkooiskleurig zijn. Het vrouwtje is wat minder uitbundig gekleurd, zij heeft meer groen en minder geel op de borst en buik en mist de roodbruine vleugelvlekken.

## Verspreiding en leefgebied
Deze soort kwam voor 1880 algemeen voor in grote delen van Oost-Australië. Tussen 1880 en 1920 vond een dramatische achteruitgang plaats omdat het leefgebied werd aangetast door begrazing van ingevoerd vee en ook door konijnen en door een periode van grote droogte. Na 1930 en vooral na 1970 trad herstel op. Het voorkomen is daarna beperkt tot noordoost New South Wales en noordoost Victoria.
Het leefgebied is natuurlijk grasland en open bosgebied, met een voorkeur voor bepaalde typen eucalyptusbos in een landschap met rotsrichels en kloven. De vogel eet grassen, zaden en nectar.

## Voortplanting
Het vrouwtje legt vier tot zeven witte eieren, soms acht. Na ruim 20 dagen komen de eieren uit.

## Status
De grootte van de populatie werd in 2000 geschat op 20.000 individuen. Men veronderstelt dat de soort in aantal nu stabiel is. Om deze redenen staat de turkooisparkiet als niet bedreigd op de Rode Lijst van de IUCN. De handel en export in deze soort is beperkt krachtens het CITES verdrag (bijlage II).

## Relatie met de mens
De turkooisparkiet of 'turk' is ook in Nederland een vrij veel gehouden kooi- en volièrevogel die eenvoudig te verzorgen is en makkelijk tot broeden komt in gevangenschap. Er worden verschillende kleurvarianten gekweekt. In gevangenschap heeft de turkooisparkiet een levensverwachting van 10 tot 15 jaar. Deze vogel is niet in een kooi te houden met andere soorten.